# Kirchvater
Der Kirchvater (auch Kirchenvater, Kirchenmeister, Altarmann, Gotteshausvater, Gottesvater, Heiligenmeister, Jurat, Kirchengeschworener) war ein gewählter oder bestellter Vertreter der Kirchengemeinde, der mit dem Pfarrer gemeinsam folgende Aufgaben wahrnahm:
- Beaufsichtigen des Vermögens der Gemeinde
- Führen der Besitzverzeichnisse
- Erheben von Einnahmen, Bestreiten von Ausgaben sowie Buchführung darüber

Häufig gab es zwei Kirchväter.
„Kirchvater“ ist eine historische Form des kirchlichen Leitungsamtes.
In Hamburg gab es in den Hauptkirchen seit vorreformatorischer Zeit neben den Juraten auch die Leichnamsgeschworenen, die für die Finanzierung der Gottesdienste zuständig waren. Leichnam bezieht sich hier auf den „Heiligen Leichnam“, d. h. die gewandelte Hostie. Beide Ämter waren doppelt besetzt.
In Brașov (früher: Kronstadt) war die Rolle der „Kirchenväter“ eng mit der Rolle der Ratsherren verbunden.
In der Pfarrkirche Kaisersteinbruch war das Ehrenamt des Kirchenvaters Steinmetzmeistern vorgehalten.

## Ähnlicher Begriff
Nicht zu verwechseln ist Kirchvater/Kirchenvater mit dem, wofür Kirchenvater üblicherweise steht: Autor, der entscheidend zu Lehre und Selbstverständnis des Christentums beigetragen hat.